# Forte Velon
Il forte Velon era una fortezza austro-ungarica che si trova nel comune di Vermiglio in provincia di Trento.

## Storia
Fu costruito tra il 1898 e il 1900 in calcestruzzo rivestito con conci di granito locale. Esso costituiva un'opera accessoria al sovrastante forte Strino infatti in tedesco fu chiamato Nahkampfanlage Strino, ovvero fortino per la difesa ravvicinata Strino. Si estendeva su due piani a pianta quadrangolare ed era armato da 2 cannoni da 8 cm M.98 e due mitragliatrici M.93 dietro scudi corazzati. Il suo scopo era quello di bloccare l'ingresso della vicina val di Stavel e di controllare il fondovalle del Vermigliana.
Nel 1906 fu collegata con una scala protetta in calcestruzzo con il sovrastante Forte Strino. La struttura fu ritenuta superata ancora prima dello scoppio della prima guerra mondiale e disarmata nel 1915. In seguito fu utilizzato come centrale telefonica per i forti dello sbarramento del Tonale.
Nel dopoguerra fu gravemente danneggiato dai recuperanti. Oggi il forte è ridotto a ruderi ed è in cattivo stato.

## Galleria d'immagini

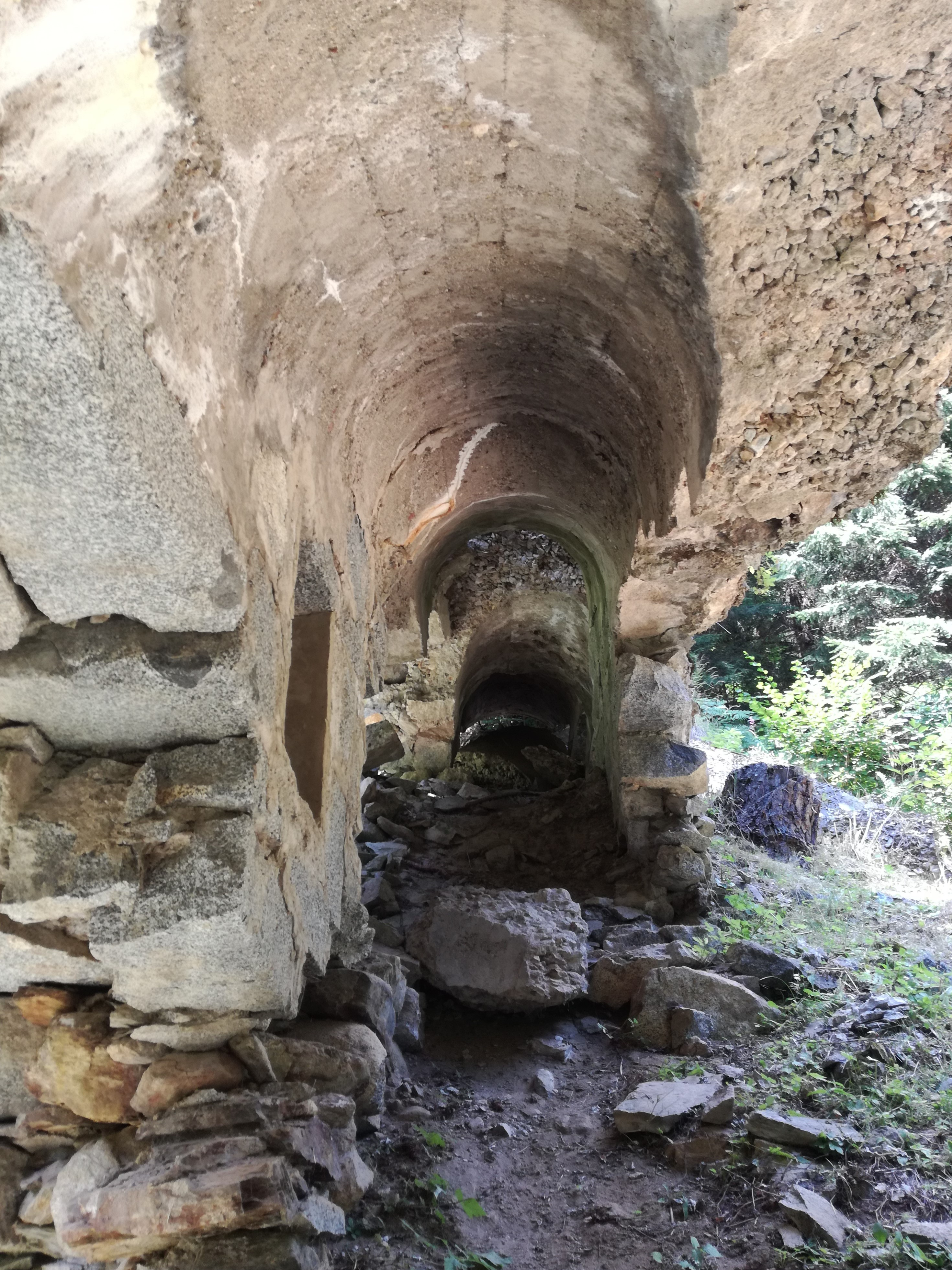
L'inizio della scala d'accesso a forte Strino
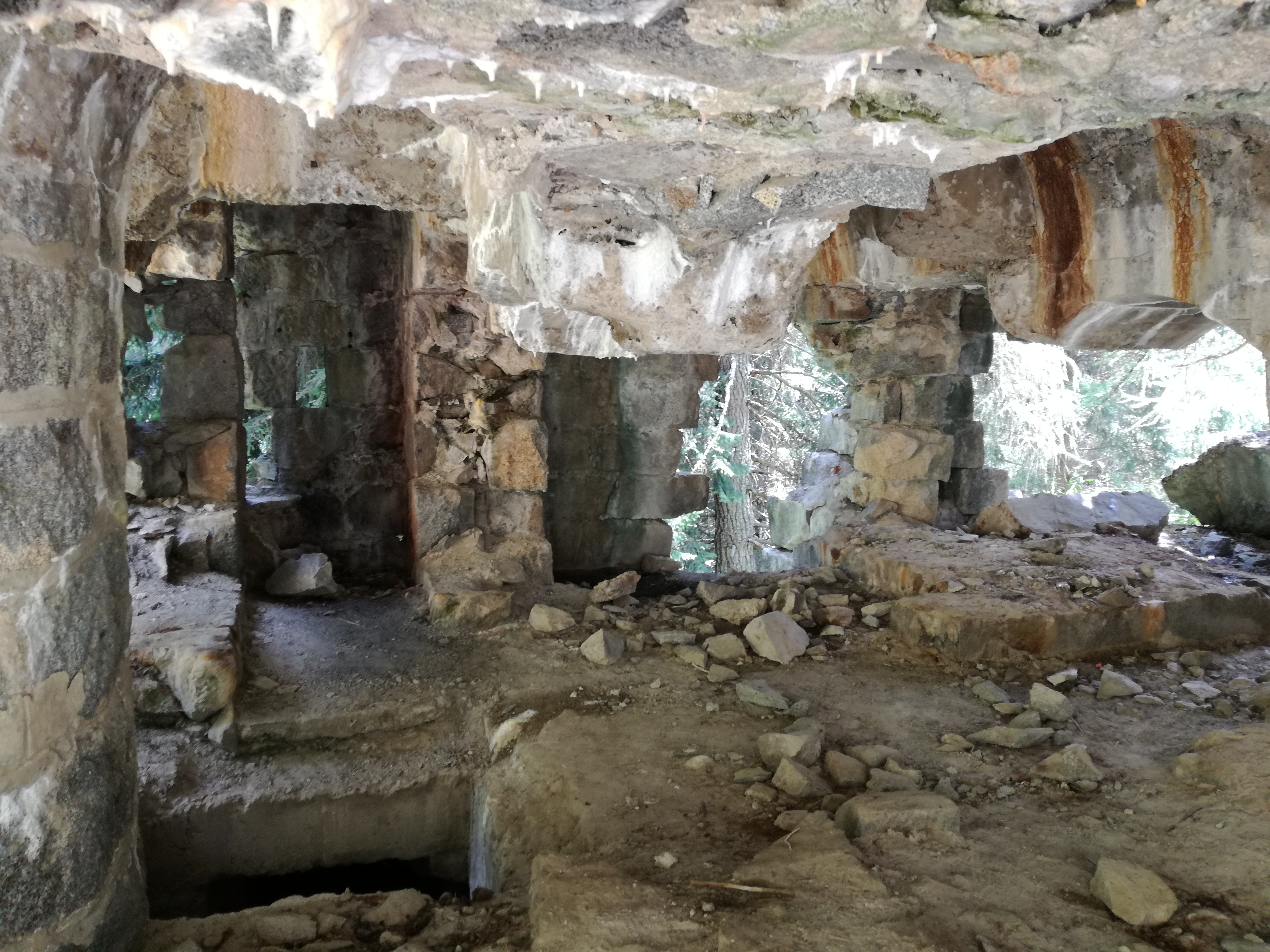
Il piano superiore angolo nordorientale
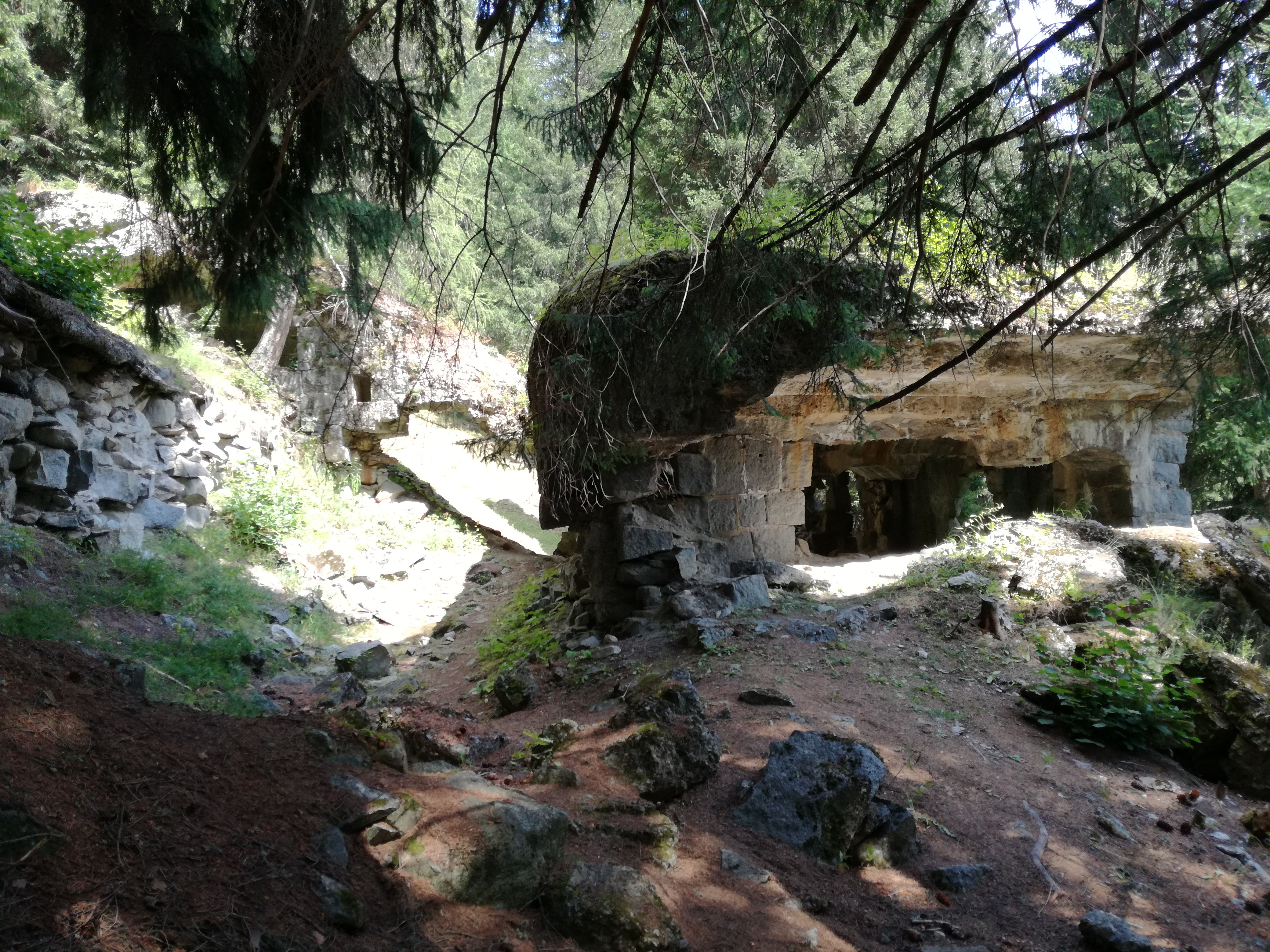
Lato occidentale
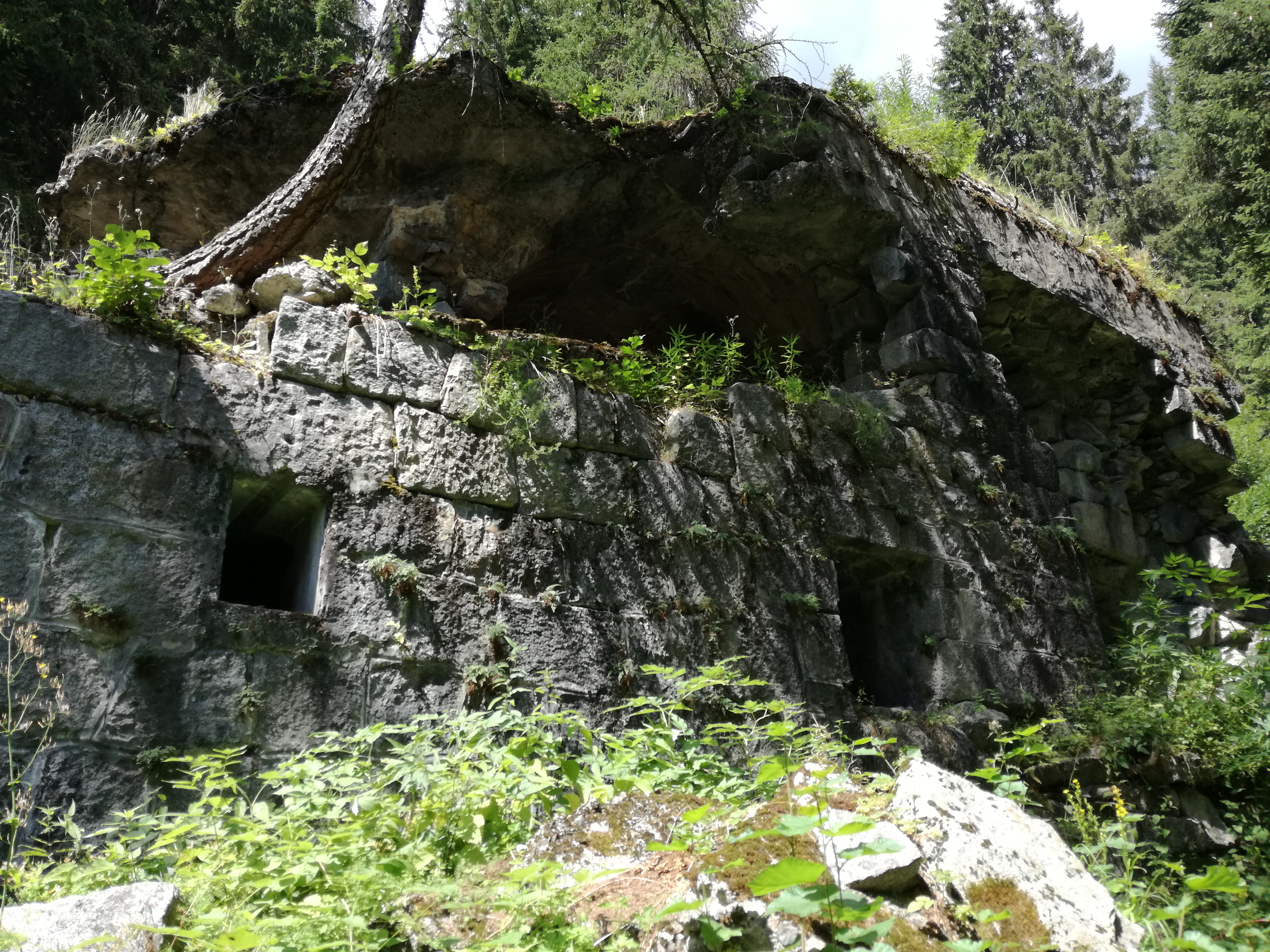
Lato frontale con il piano inferiore e superiore